# 大國魂神社
大國魂神社（おおくにたまじんじゃ）是位在日本東京都府中市的神社。武藏國之總社，又因為神社內合祀當時武藏國一之宮到六之宮的神明，又稱為「六所宮」。與東京大神宮、明治神宮、日枝神社、靖國神社合稱「東京五社」，舊社格為官幣小社（現神社本廳的別表神社）。

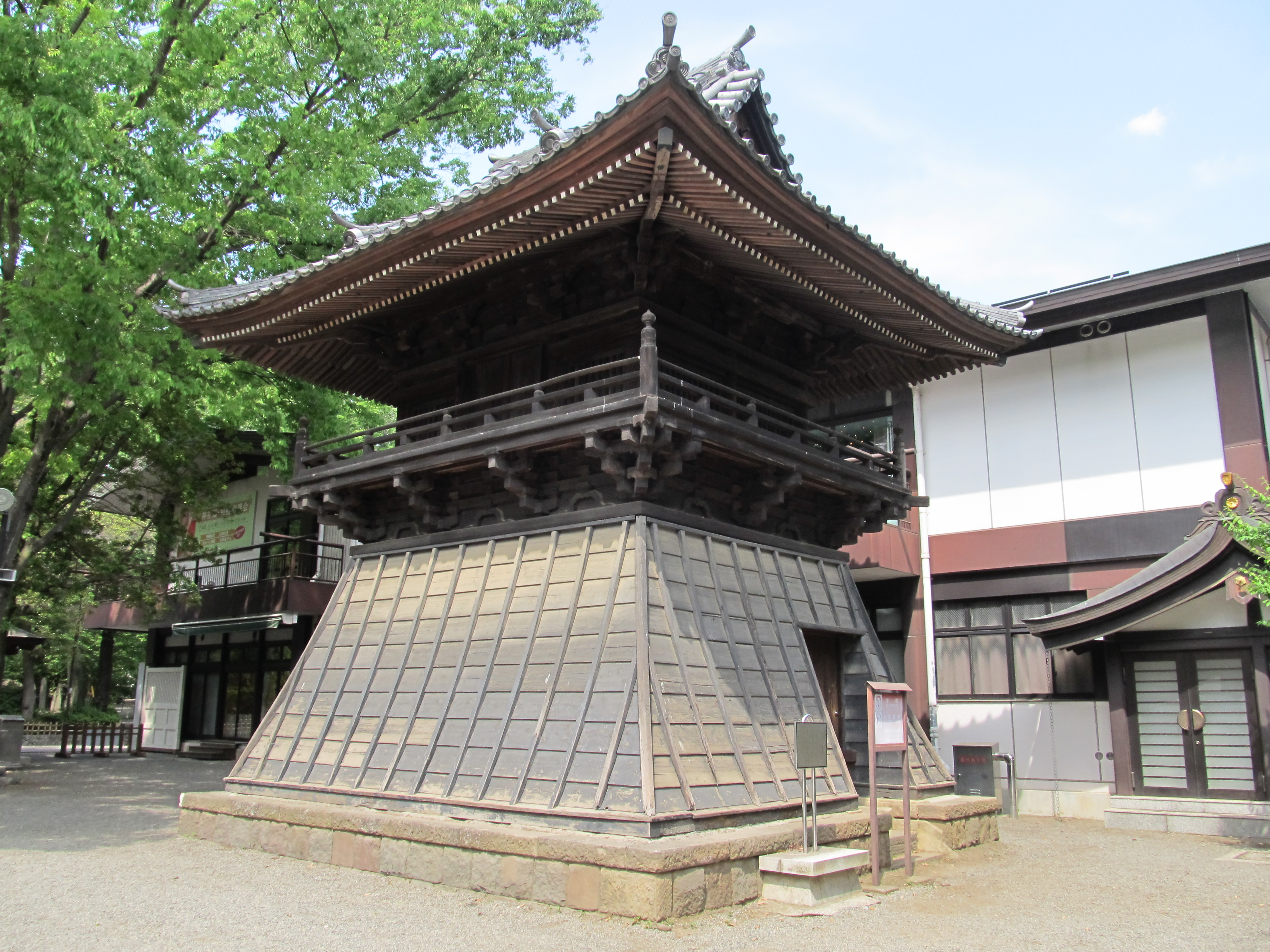
鼓樓

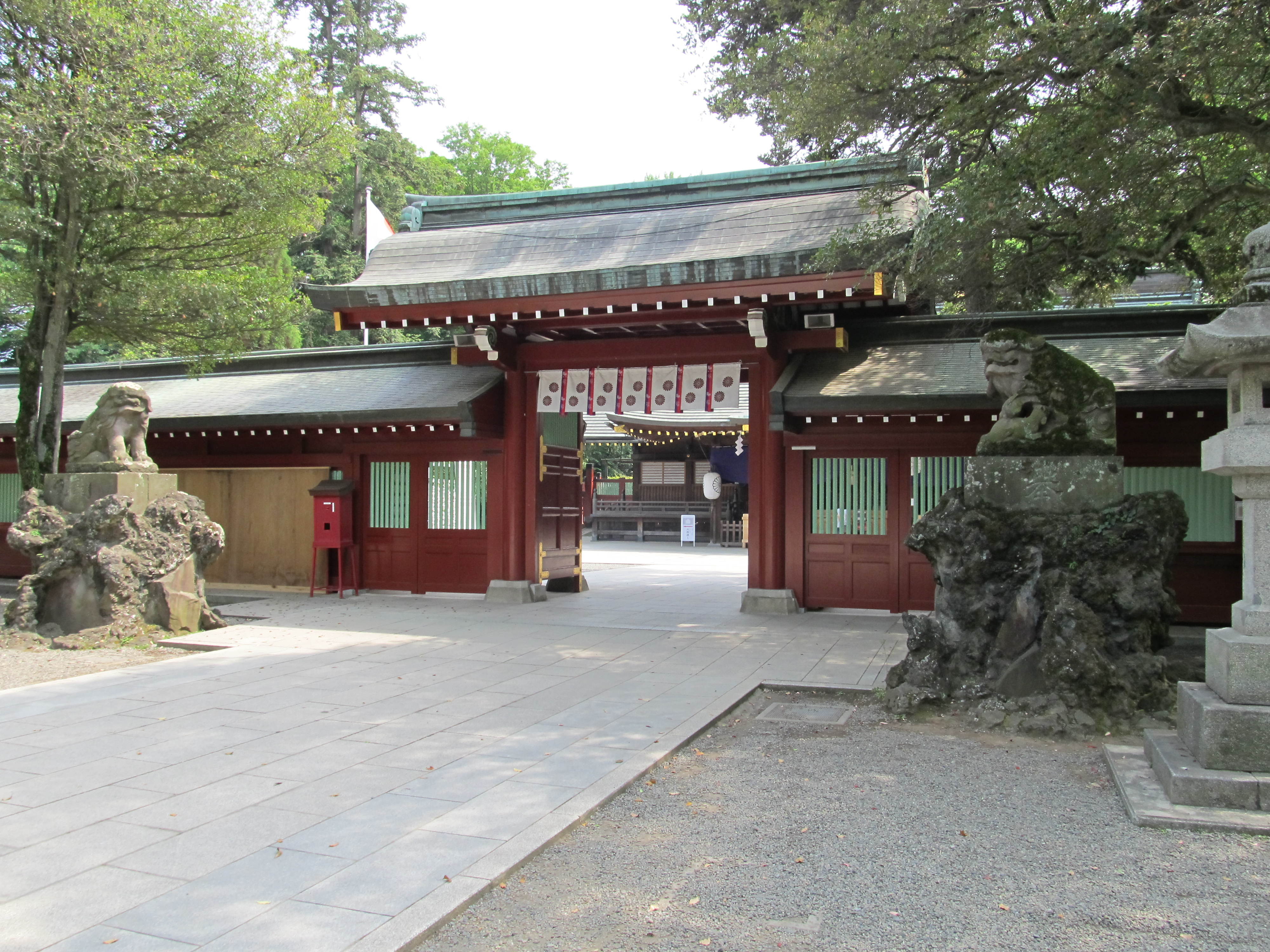
中雀門

## 六所宮
在日本古代，國司會從一之宮開始，依序參拜該任國內的所有神社。為了讓長途跋涉的巡禮能更簡單進行，會在國府附近建設合祀國內所有神明的總社，以便祭祀。大國魂神社即是以此為目的而建造，作為武藏國的總社。在武藏國所有神社裡，地位最高。 
下記六社是大國魂神社創建當時，武藏國內的一之宮至六之宮。由於是六社合祀，因此大國魂神社的主祭神也會被稱作「武州六社明神」。
| 一之宮 | 小野神社 | 東京都多摩市一ノ宮一丁目・府中市住吉町   |
| 二之宮 | 二宮神社 | 東京都秋留野市二宮                       |
| 三之宮 | 冰川神社 | 埼玉縣埼玉市大宮區高鼻町四丁目           |
| 四之宮 | 秩父神社 | 埼玉縣秩父市番場町                       |
| 五之宮 | 金鑽神社 | 埼玉縣兒玉郡神川町二ノ宮                 |
| 六之宮 | 杉山神社 | 神奈川縣橫濱市綠區西八朔町宮前（有異說） |

## 脚注
1. ↑  其他四社是東京大神宮、靖國神社、日枝神社、明治神宮  （页面存档备份，存于）

## 關連項目
- 馬場大門欅並木
- 暗闇祭

## 外部連結
- 大國魂神社